# 威廉·T·巴里
威廉·泰勒·巴里（William Taylor Barry，1784年2月5日—1835年8月30日），美国政治家，曾任美国众议员（1809年－1811年）、美国邮政部长（1829年－1835年）和美国参议员（1835年）。
| 前任： 约翰·麦克莱恩 | 美国邮政部长 1829年－1835年 | 繼任： 阿莫斯·肯德尔 |